# 統合末端攻撃統制官

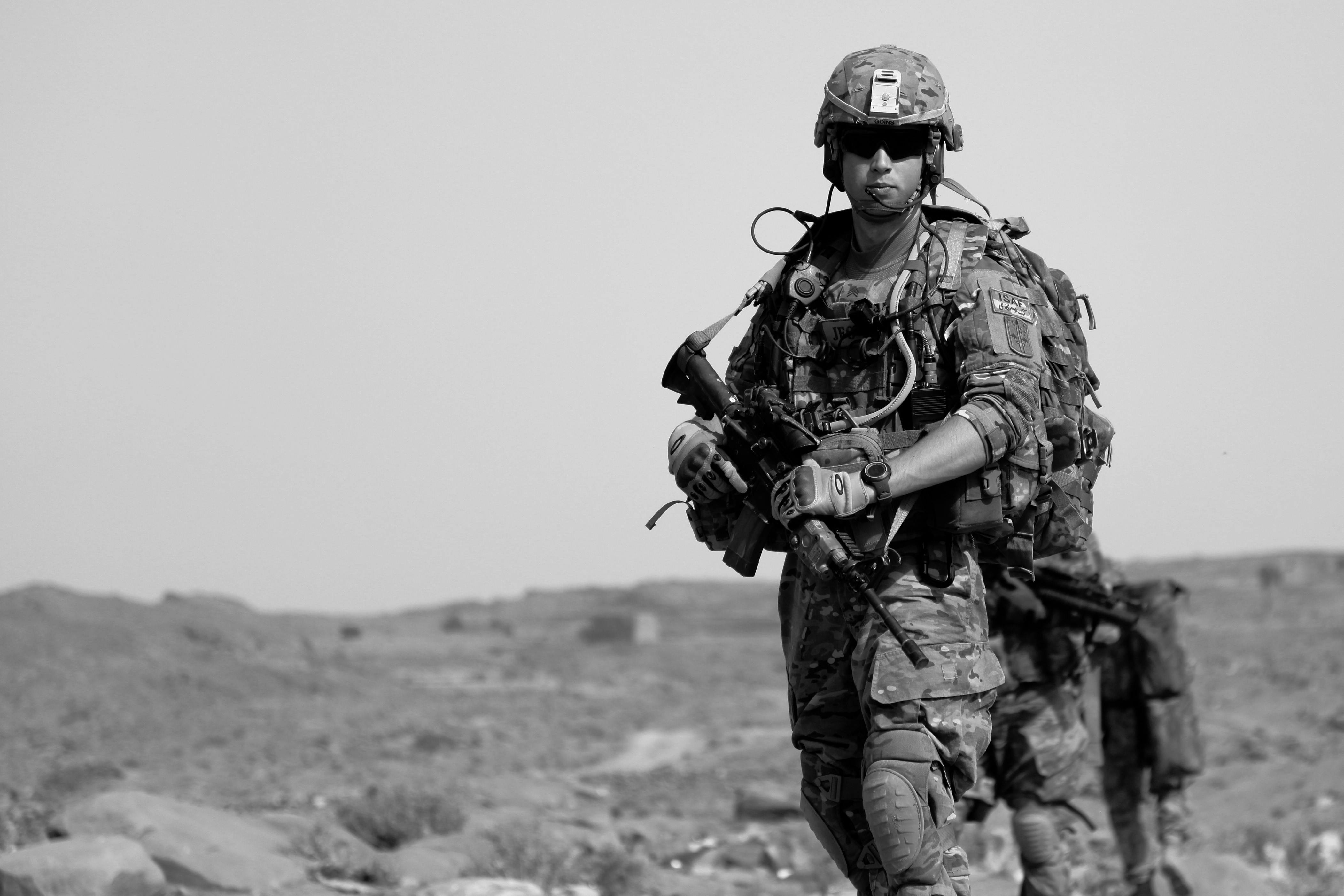
アフガニスタンで作戦中の統合末端攻撃統制官

統合末端攻撃統制官（とうごうまったんこうげきとうせいかん、英語: Joint terminal attack controller、略称：JTAC、ジェイタック）は、前線航空管制業務を遂行するための特別な認定資格を有する軍人である。
この資格を有する現在のJTACは、アメリカ合衆国の国防総省に能力があると認められ、末端攻撃統制官（TAC）としての認定を受けた者達である。
海兵隊は太平洋遠征戦闘訓練群（英語: Expeditionary Warfare Training Group, Pacific、略称：EWTGPAC）と大西洋遠征戦闘訓練群（英語: Expeditionary Warfare Training Group, Atlantic、略称：EWTGLANT）で、空軍はネバダ州のネリス空軍基地で、海軍はネバダ州のファロン海軍航空基地内の海軍打撃・航空戦闘センターでNavy SEALs隊員によって、それぞれ教育される。
現在ではアメリカ国内に留まらず、前方航空統制官またはJTACは、ドイツのシュパングダーレム空軍基地で高度統合火力センター（英語: Joint Firepower Center Of Excellence、略称：JFCOE）を通じて訓練されている。
2006年にはオーストラリア空軍においても、外国の空軍としては初めて統合末端攻撃統制官の認定をアメリカ統合戦力軍から受けた。
2021年10月には陸上自衛隊初の統合末端攻撃統制官有資格者が誕生した。富士学校特科部教官がアメリカ合衆国カリフォルニア州に所在する太平洋機動展開教育群で実施された戦術航空統制課程に参加し、認定を受けた。　また、2024年2月には、水陸機動団特科大隊火力誘導中隊所属の陸自隊員が、統合末端攻撃統制官の教官資格を取得している。